# Androuet du Cerceau
Androuet du Cerceau foi uma família de arquitetos franceses e designers ativos nos século XVI e início do XVII.

Os membros da família incluem:
Jacques I Androuet du Cerceau (1510–1584), arquiteto, designer e gravador 
- Baptiste Androuet du Cerceau (1544 / 47–1590), arquiteto que projetou o Pont Neuf, filho de Jacques I
- Jacques II Androuet du Cerceau (1550-1614), arquiteto, filho de Jacques I
- Charles Androuet du Cerceau (falecido em 1600), arquiteto e engenheiro, filho de Jacques I
- Salomon de Brosse (1571-1626), arquiteto, neto de Jacques I
- Jean Androuet du Cerceau (ca. 1585-1649), arquiteto e engenheiro, filho de Baptiste
- Paul Androuet du Cerceau (1623–1710), ourives e gravador, neto de Jacques II * Gabriel-Guillaume Androuet du Cerceau ( fl  1697-1743), arquiteto, designer e pintor; neto de james ii